# Kybos adunca
Kybos adunca är en insektsart som först beskrevs av Delong 1931.  Kybos adunca ingår i släktet Kybos och familjen dvärgstritar. Inga underarter finns listade i Catalogue of Life.